# Тертышный, Анатолий Тихонович
Анато́лий Ти́хонович Тертышный (род. 26 января 1939, Серов, Свердловская область) — советский и российский историк, доктор исторических наук (1986), профессор (1989), заслуженный деятель науки Российской Федерации (1996). Специалист в области историографии Урала, социально-экономической и политической истории России XX века.

## Биография
Родился в рабочей семье. Отец — Тихон Евдокимович, родом из крестьян-середняков, трудился на Серовском металлургическом заводе. Мать — Анастасия Алексеевна, домохозяйка.
В 1957 году окончил среднюю школу и год работал киномехаником передвижки, демонстрируя кинофильмы для сельских жителей. В 1958 году был призван на службу в ряды Советской армии. Окончил Стерлитамакскую школу младших военных специалистов и в течение двух лет служил главным авиационным механиком по приборам в Группе советских войск в Германии.
В 1961 году поступил на исторический факультет Уральского государственного университета. С третьего курса Анатолий Тихонович из-за финансовых трудностей в семье перевелся на заочное отделение и начал работать учителем истории в вечерней школе.
В 1965 году досрочно окончил университет и в том же году был принят на должность ассистента кафедры общественных наук Свердловского филиала Московского института народного хозяйства им. Г. В. Плеханова. В 1967 году устроился в аспирантуру исторического факультета УрГУ, которую опять-таки окончил досрочно в 1970 году, защитив кандидатскую диссертацию «Деятельность партийных организаций Урала по восстановлению и укреплению советского государственного аппарата после разгрома колчаковчины (1919—1920 г.)». В сентябре 1970 года был направлен на кафедру истории КПСС Свердловского института народного хозяйства (СИНХ). Работал сначала ассистентом, через год был избран по конкурсу на должность старшего преподавателя, а в сентябре 1973 года — на должность доцента. В октябре 1975 года решением ВАК был утвержден в звании доцента.
В январе 1971 года был назначен заместителем декана заочного факультета. Всего проработал на этой должности пятнадцать лет.
В январе 1986 года был назначен на должность проректора СИНХа по учебной работе. В 1989 году стал первым проректором — заместителем ректора института. В 1988 году защитил докторскую диссертацию на тему «Историография Советов Урала в период Октябрьской революции, гражданской войны и военной интервенции (октябрь 1917—1920 гг.)», в 1990 году стал профессором.
Является автором свыше 100 научных публикаций. Внес большой вклад в создание и развитие уральской историографической школы.
Заслуженный деятель науки Российской Федерации (1996).
Дочь — Елена Игишева, доктор исторических наук.

## Основные работы
- Современная историография истории Урала периода гражданской войны (1918—1920). — Свердловск, 1984 (в соавт.).
- Историография Советов Урала в период Октябрьской революции и гражданской войны (окт. 1917—1918 гг.). — Свердловск, 1988.
- 1917 год в России: История изучения. — Екатеринбург, 1993 (в соавт.)